# Austrosassia parkinsonia
Austrosassia parkinsonia is een slakkensoort uit de familie van de Cymatiidae. De wetenschappelijke naam van de soort werd voor het eerst geldig gepubliceerd in 1811 door Perry als Septa parkinsonia.